# Sporazumi Francuske i Monaka
| Zastava Francuske |  | Zastava Francuske |
| Zastava Francuske |  | Zastava Monaka    |

Sporazumi Francuske i Monaka, odnose se na niz međudržavnih sporazuma, koji čine osnovu političko-društvenih odnosa između Francuske i Kneževine Monako. Sadržaj tih sporazuma utvrđuje suverenitet i neovisnost male mediteranske kneževine, kao i pravo nasljeđivanja unutar kneževske dinastije Grimaldi.

## Sporazum iz 1861. godine
Godine 1861., Francuska je priznala suverenitet Kneževine Monako, koji se nakon odluka Bečkog kongresa 1815. godine, našao pod protektoratom Kraljevine Sardinije. Istim sporazumom je dogovoreno i da se gradovi Menton i Roquebrune, koji su se odvojili od Monaka 1848. godine, i formalno ustupe Francuskoj, čime je Monako izgubio oko 95% ukupnog teritorija i sveo se na grad-državu.

## Sporazum iz 1918. godine
Drugi sporazum između Francuske i Monaka dogovoren je 17. srpnja 1918. godine, a nastao je zbog krize nasljedstva u Monaku. U to vrijeme, prijestolonasljednik Luj Grimaldi nije imao zakonitog nasljednika, zbog čega je postojala mogućnost da prijestolje Monaka naslijedi njemački kandidat, vojvoda Wilhelm Karl od Uracha, protiv čega je bila Francuska, jer je u tijeku bio Prvi svjetski rat, u kojem je Francuska bila protivnica Njemačkog Carstva i nije željela da Monako padne u njemačku interesnu sferu. Francuska je priznala Lujevoj nezakonitoj kćeri, Charlotte od Monaka (1898. – 1977.) pravo na nasljeđivanje prijestolja, a ona ga je poslije očeve smrti 1949. godine, prepustila svom sinu, knezu Rainieru III.
Tim sporazumom, knez Monaka se obvezao da će vladati u sukladnosti s francuskim interesima, a dogovoreno je i da će Monako postati francuski protektorat u slučaju da dinastija ostane bez nasljednika. Taj sporazum je ostao tajan do 1919. godine, kada je potvrđen u dijelu Versajskog mirovnog sporazuma.

## Sporazum iz 2002. godine
Treći i trenutno važeći, ugovor između Francuske i Monaka, potpisan je 24. listopada 2002. godine. U tom trenutku, kneževinom je vladao knez Rainier III. († 2005.), čiji sin Albert II. nije imao zakonitih potomaka, što je moglo stvoriti nasljedni problem u budućnosti, zbog čega ga je knez želio riješiti. Prema tom sporazumu, ukinuta je mogućnost da knez usvoji prijestolonasljednika, ali je omogućeno da u slučaju izumiranja dinastije, Monako ostane suverena država, i da promijenom nasoljednog zakona, prijestolje prijeđe na ženske članove dinastije i njihovu zakonitu djecu ili na nekog drugog rođaka obitelji.

## Vanjske poveznice
- Monako - Britannica Online (engl.)